# Gök Senin
Gök Senin (* 1966) ist ein deutscher Journalist und Autor.
Zusammen mit Ulrich Noller und dem WDR entwickelte er die 2009 erstgesendete Hörspielreihe Serie Krimi International um das Ermittlerduo Çelik & Pelzer und verfasste die erste Folge gemeinsam mit Noller. Weitere Folgen wurden mit den von Noller und Senin erfundenen Figuren von Sabina Altermatt, Pieke Biermann, Norbert Horst, Merle Kröger, Nathan Markov und Matthias Manzke verfasst.
Nach der Sendung im Radio erschienen die Hörspiele auch als Hörbuch. Noller und Senin entwickelten zudem eine Romanfassung, die 2010 beim Eichborn-Verlag erschien.
Senin lebt in Köln.

## Weblink
- Gök Senin bei krimi-forum.net

| Personendaten    | Personendaten                  |
| ---------------- | ------------------------------ |
| NAME             | Senin, Gök                     |
| KURZBESCHREIBUNG | deutscher Journalist und Autor |
| GEBURTSDATUM     | 1966                           |